# Baihao Yinzhen

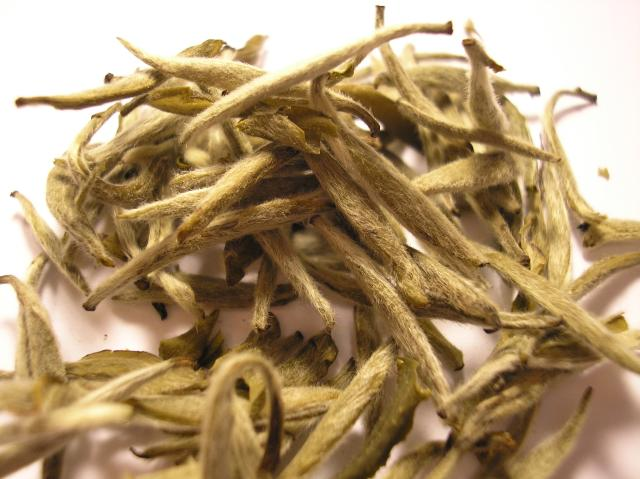
Baihao Yinzhen

Baihao Yinzhen (vereinfachtes Chinesisch: 白毫 银针; traditionelles Chinesisch: 白毫 銀針), auch als Weißhaar-Silbernadel bekannt, ist ein weißer Tee, der in der Provinz Fujian in China hergestellt wird. Unter den weißen Tees ist dies die teuerste und wertvollste Sorte, da nur obere Triebe (Blattsprossen) für die Herstellung des Tees verwendet werden. Der echte Silbernadel-Tee wird aus Kultursorten der Da Bai (großer weißer) Teebaumfamilie gemacht. Es gibt noch Produkte, die mit flaumigen Blattsprossen zwar ähnlich aussehen, aber die meisten sind grüne Tees, die einen anderen Geschmack besitzen und eine andere biochemische Wirkungsstärke haben als der echte weiße Silbernadel-Tee, der für gewöhnlich unter die berühmten chinesischen Tees eingereiht wird.

## Herstellung

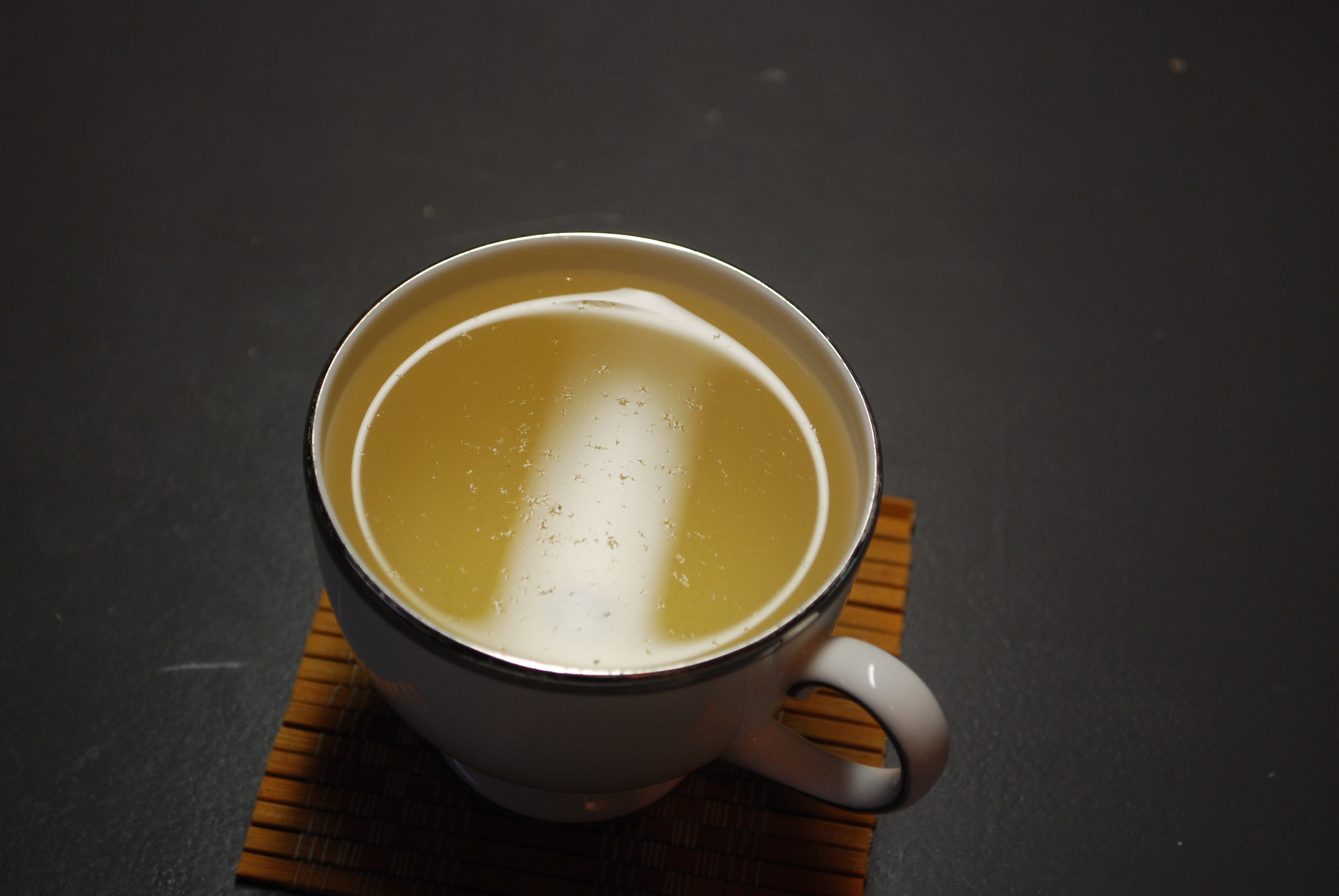
Baihao Yinzhen, Silbernadel-Tee

Der echte Silbernadel ist ein weißer Tee. Als solcher ist er nur leicht oxidiert. Die begehrtesten Produktionen sind aus der ersten Pflückung nach dem Winter, die in der Regel zwischen Ende März bis Anfang April stattfindet, wenn die ersten neuen Triebe des Jahres gepflückt werden. Für die Herstellung des Silbernadel-Tees werden nur Blatttriebe gepflückt, die sich noch nicht geöffnet haben. Im Gegensatz zum Pflücken des grünen Tees, ist die ideale Zeit und das Wetter für das Pflücken des weißen Tees ein sonniger Morgen, wenn die Sonne hoch genug steht, damit jegliche verbleibende Feuchtigkeit auf den Trieben getrocknet werden kann.
Traditionsgemäß werden die Triebe in flache Körbe gelegt und für einen längeren Zeitraum unter der Sonne welken gelassen. Die besten heute hergestellten Qualitäten werden immer noch auf diese Weise produziert. Um einen Verlust aufgrund plötzlichen Regens, Windböen oder anderen Unfällen zu vermeiden, stellen einige Hersteller die Triebe zum Welken in eine Kammer mit künstlichem Warmluftstrom. Die erweichten Sprossen werden dann für die erforderliche Enzymoxidation gestapelt (was oft fälschlicherweise als Gärungsprozess bezeichnet wird), bevor sie bei niedriger Temperatur trocken gebacken werden.
Die zwei Regionen Zhenghe und Fuding, die von Norden nach Nordosten der Provinz Fujian reichen, sind die größten und auch ursprünglichen Hersteller dieses Tees, obwohl auch benachbarte Landkreise Silbernadel-Tee hergestellt haben. Die beiden wichtigsten Kultursorten, die in diesen Regionen eingesetzt werden, sind Zhenghe Da Bai und Fuding Da Bai, benannt nach ihrer Herkunft. Diese Unterschiede sind wichtig, um die beiden Hauptarten des Silbernadel-Tees zu unterscheiden – der Zhenghe-Stil und der Fuding-Stil. Der Erstere ist in der Regel viel dunkler, mit deutlich längerer Zeit für die Oxidation, was einen Tee mit vollerem Geschmacksvolumen ergibt, im Gegensatz zum Letzteren, der im Allgemeinen durch die kürzere Oxidation leichter ist. Der Charakter der Teebaumblätter des Zhenghe Da Bai ermöglicht eine verlängerte Zeit der Anhäufung, ohne dabei schlecht zu werden.

## Aufbrühen
Wie bei allen weißen Tees wird er am besten mit Wasser zubereitet, das unter dem Siedepunkt liegt (bei etwa 75 bis 80 Grad Celsius). Dadurch  wird eine leichte zähflüssig glitzernde, hellgelbe Farbe mit Anzeichen von schwimmenden weißen Haaren erzeugt, die Licht reflektieren. Es wird gesagt, dass der Baihao Yinzhen nach „frisch geschnittenem Heu“ rieche, und der Geschmack wird als süß, pflanzlich und zart beschrieben. Wie bei den meisten Tees wird auch hier zwischen der chinesischen und der westlichen Methode der Zubereitung unterschieden. Bei der chinesischen Methode wird in kleinen Mengen öfters aufgegossen. Bei 5 g beträgt die Ziehzeit beim ersten Aufguss ein paar Sekunden (maximal 45 Sekunden). Um den feinen Geschmack des Baihao Yinzhen nicht zu beeinflussen, sollte dieser nicht in einer Keramikkanne, sondern in speziellem Porzellangeschirr (Gaiwan) zubereitet werden. Bei der westlichen Methode sollte die Ziehzeit länger als bei anderen weißen Tees sein, bis zu 5 Minuten pro Aufbrühen, und die Menge des Tees darf größer sein. Es gibt nur wenige Vergleichsmöglichkeiten, da der Geschmack mit keinem anderen Tee verglichen werden kann, außer vielleicht dem Bai Mu Dan, doch der Letztere ist voller, dafür nicht so süß und zart.